# Ansonia tiomanica
Espèce
Statut de conservation UICN

 LC  : Préoccupation mineure
Ansonia tiomanica est une espèce d'amphibiens de la famille des Bufonidae.

## Répartition
Cette espèce est endémique de l'île Tioman au Pahang en Malaisie. Elle se rencontre entre 300 et 1 000 m d'altitude.

## Étymologie
Son nom d'espèce lui a été donné en référence au lieu de sa découverte, l'île Tioman.

## Publication originale
- Hendrickson, 1966 : Observations on the fauna of Pulau Tioman and Pulau Tulai. 6. The amphibians. Bulletin of the National Museum of Singapore, vol. 34, p. 72-84.